# Edifici al carrer Sant Llorenç 3 d'Alcoi
L'edifici al carrer Sant Llorenç número 3, situat a la ciutat d'Alcoi (l'Alcoià), País Valencià, és un edifici residencial d'estil modernista valencià construït l'any 1910, que va ser projectat per l'arquitecte Timoteo Briet Montaud.
L'edifici és obra de l'arquitecte contestà Timoteo Briet Montaud en 1910. Va ser la casa natalícia del pintor alcoià Ferran Cabrera Cantó.
L'edifici consta de planta baixa i quatre plantes. La façana té un estil racionalista encara que en l'última altura s'aprecien motius geomètrics modernistes típics del corrent Sezession, estil que va seguir Timoteo Briet en totes les seues obres de caràcter modernista.